# Duosperma sessilifolium
Duosperma sessilifolium là một loài thực vật có hoa trong họ Ô rô. Loài này được (Lindau) Brummitt mô tả khoa học đầu tiên năm 1974.